# Eilema pulolautensis
Eilema pulolautensis là một loài bướm đêm thuộc phân họ Arctiinae, họ Erebidae.